# Пі-Кей Суббан
Пернелл Карл «П.К.» Суббен (англ. Pernell Karl "P. K." Subban; 13 травня 1989, Торонто, Онтаріо, Канада) — канадський хокеїст, захисник.
Брат Малкольма Суббана.

## Ігрова кар'єра
Суббен розпочав кар'єру у «Белвілл Буллс» з Хокейної ліги Онтаріо (ОХЛ). У своєму першому сезоні набрав 12 очок у 52 матчах. У наступному сезоні 2006—2007 він набрав 56 очок у 68 матчах. У міжсезонні Суббен був обраний «Монреаль Кенедієнс» у другому раунді під 43-м загальним номером на драфті НХЛ 2007. В сезоні 2007—08 Суббен набрав 46 очок в регулярному чемпіонаті, і потім 23 очки в серії плей-оф. Він допоміг «Белвіллу» вийти у фінал Кубка Дж. Росса Робертсона, де його команда у семи матчах поступилась «Кітченер Рейнджерс». В сезоні 2008—09 Саббен набрав 76 очок, після чого 13 травня 2009 року підписав трирічний контракт з «Кенедієнс».
На початку сезону 2009—10 керівництво «Кенедієнс» перевели Суббена у фарм-клуб «Гамільтон Бульдогс» в Американську хокейну лігу. Він був обраний для участі у матчі усіх зірок АХЛ 2010 у Портленді (Мен). Невдовзі, 11 лютого 2010 року, отримав свій перший виклик до складу «Кенедієнс». Наступного дня, 12 лютого 2010 року Саббен дебютував у Національній хокейній лізі (НХЛ) у матчі проти «Філадельфії Флайєрс», набравши 1 очко (передача). 13 лютого 2010 року зіграв свій другий матч в регулярному чемпіонаті проти «Флайєрс» і набрав 1 очко (передача). 26 квітня 2010 року Суббен був знову викликаний з «Бульдогс» до складу «Кенедієнс». 26 квітня він дебютував в серії плей-оф НХЛ і набрав своє перше очко (передача) у плей-оф. 30 квітня 2010 року закинув свою першу шайбу у матчі проти «Піттсбург Пінгвінс». 20 травня 2010 року Суббен набрав 3 очки (3 передачі) у фіналі Східної конференції проти «Флайєрс». Після поразки у фіналі конференції «Флайєрс» з рахунком 4:1, 24 травня 2010 року керівництво «Кенедієнс» перевело Суббена у «Бульдогс» для матчів плей-оф АХЛ.

## Міжнародна кар'єра
Суббен здобув свої перші золоті нагороди у складі збірної Канади на молодіжному чемпіонаті світу 2008, на якому канадці перемогли шведів в овертаймі матчу за золоті медалі. 2009 року Саббен був знову викликаний до складу молодіжної збірної Канади. Він допоміг команді виграти п'яті поспіль золоті медалі чемпіонату світу, яка у фіналі перемогла збірну Швеції. Набравши 9 очок (3 голи, 6 передач), Суббен був обраний до комнди усіх зірок турніру.

## Досягнення
- Перша команда усіх зірок ОХЛ (2009)
- Матч усіх зірок АХЛ (2010)
- Команда новачків АХЛ (2010)
- Перша команда усіх зірок АХЛ (2010)
- Переможець молодіжного чемпіонату світу 2008
- Переможець молодіжного чемпіонату світу 2009

## Статистика

### Клубна
| Сезон        | Клуб               | Ліга         | Регулярна першість | Регулярна першість | Регулярна першість | Регулярна першість | Регулярна першість | Плей-оф | Плей-оф | Плей-оф | Плей-оф | Плей-оф |
| Сезон        | Клуб               | Ліга         | І                  | Г                  | П                  | О                  | ШХ                 | І       | Г       | П       | О       | ШХ      |
| ------------ | ------------------ | ------------ | ------------------ | ------------------ | ------------------ | ------------------ | ------------------ | ------- | ------- | ------- | ------- | ------- |
| 2005—06      | Белвілл Буллс      | ОХЛ          | 52                 | 5                  | 7                  | 12                 | 70                 | 3       | 0       | 0       | 0       | 2       |
| 2006—07      | Белвілл Буллс      | ОХЛ          | 68                 | 15                 | 41                 | 56                 | 89                 | 15      | 5       | 8       | 13      | 26      |
| 2007—08      | Белвілл Буллс      | ОХЛ          | 58                 | 8                  | 38                 | 46                 | 100                | 21      | 8       | 15      | 23      | 28      |
| 2008—09      | Белвілл Буллс      | ОХЛ          | 56                 | 14                 | 62                 | 76                 | 94                 | 17      | 3       | 12      | 15      | 22      |
| 2009—10      | Гамільтон Бульдогс | АХЛ          | 77                 | 18                 | 35                 | 53                 | 82                 | 6       | 3       | 6       | 9       | 6       |
| 2009—10      | Монреаль Кенедієнс | НХЛ          | 2                  | 0                  | 2                  | 2                  | 2                  | 14      | 1       | 7       | 8       | 6       |
| Всього в ОХЛ | Всього в ОХЛ       | Всього в ОХЛ | 234                | 42                 | 148                | 190                | 353                | 56      | 16      | 35      | 51      | 76      |
| Всього в АХЛ | Всього в АХЛ       | Всього в АХЛ | 77                 | 18                 | 35                 | 53                 | 82                 | 7       | 3       | 7       | 10      | 6       |
| Всього в НХЛ | Всього в НХЛ       | Всього в НХЛ | 2                  | 0                  | 2                  | 2                  | 2                  | 14      | 1       | 7       | 8       | 6       |

### Міжнародна
| Рік                        | Команда                    | Турнір                     |    | І | Г | П | О | ШХ |
| -------------------------- | -------------------------- | -------------------------- | -- | - | - | - | - | -- |
| 2008                       | Канада                     | МЧС                        | 7  | 0 | 0 | 0 | 2 |    |
| 2009                       | Канада                     | МЧС                        | 6  | 3 | 6 | 9 | 6 |    |
| Всього за молодіжну збірну | Всього за молодіжну збірну | Всього за молодіжну збірну | 13 | 3 | 6 | 9 | 8 |    |